# Oberea sobrina
Oberea sobrina är en skalbaggsart som först beskrevs av Jean Baptiste Boisduval 1835.  Oberea sobrina ingår i släktet Oberea och familjen långhorningar. Inga underarter finns listade i Catalogue of Life.